# Tipi di pasta italiana

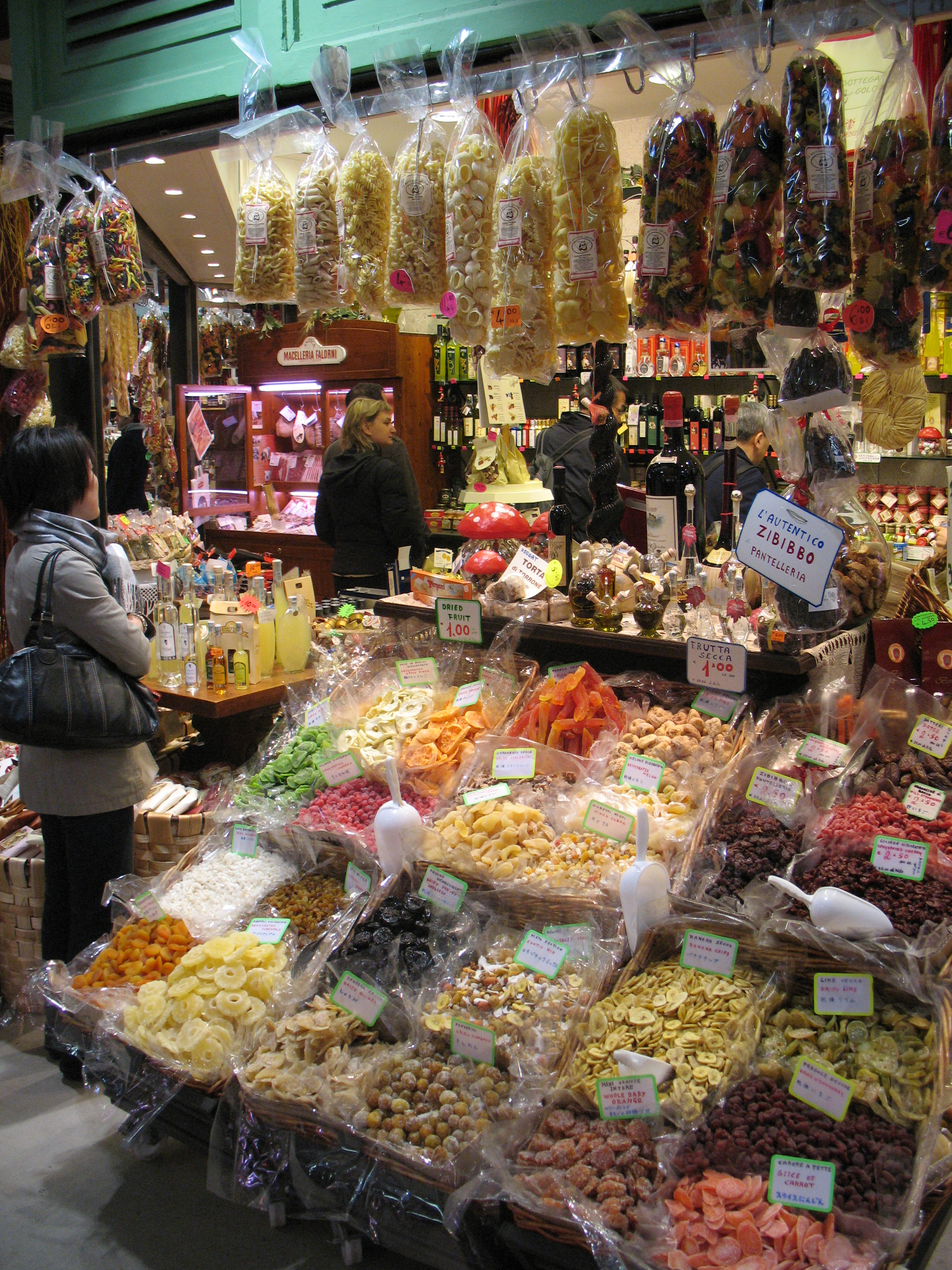
Pasta al Mercato Centrale di Firenze.

I diversi tipi di pasta italiana si distinguono soprattutto in base alla forma, al tipo di farina utilizzato, all'essere fresca o secca, al metodo di cottura preferibile (asciutta o in brodo) e alla presenza dell'uovo o del ripieno nell'impasto. Ciascun tipo è spesso associato a una preparazione speciale o a vari tipi di preparazioni, adeguati alla sua consistenza e capacità di trattenere i condimenti o, più semplicemente, alle tradizioni regionali a seconda della provenienza. Il sugo all'amatriciana, ad esempio, non è adatto ai capelli d'angelo bensì agli spaghetti, come da tradizione del luogo di cui è originario, Amatrice (Rieti), oppure, nella versione romanesca, ai bucatini.
Alcune varietà (come gli spaghetti o diversi tipi di pasta campana, emiliana e ligure) sono conosciute in tutto il mondo, mentre altre sono popolari nella sola zona d'origine (è il caso, ad esempio, dei pizzoccheri) o in diverse zone ma con nomi diversi (come succede nel caso dei tonnarelli, chiamati anche, in altre zone d'Italia, spaghetti alla chitarra o chitarrine).

## Paste lunghe

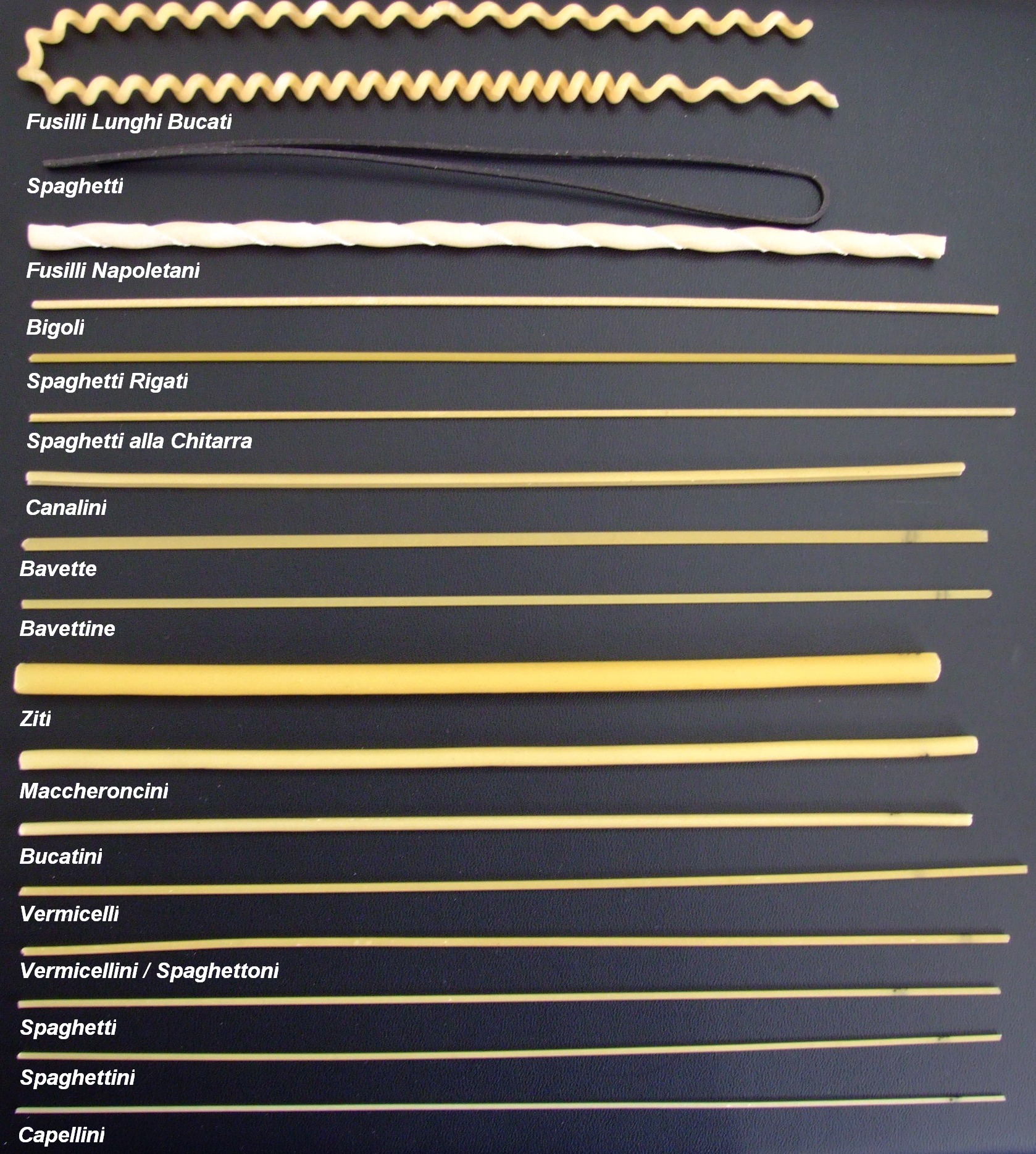
Pasta lunga.

### Sezione tonda
| Immagine | Tipo                                 | Descrizione                                                                                          | Regioni  |
| -------- | ------------------------------------ | --- | -------- |
|          | Bigoli, Bìgoi                        | Grossi spaghetti con superficie ruvida, trafilati al bronzo.                                         | Veneto   |
|          | Capellini                            | Pasta secca non all'uovo con diametro molto ridotto                                                  | Liguria  |
|          | Fidelini, Fedelini, Fidellini, Fidei | Sottilissimi spaghetti a volte all'uovo                                                              | Liguria  |
|          | Pici                                 | Grossi spaghetti tirati a mano                                                                       | Toscana  |
|          | Spaghetti                            | Pasta secca non all'uovo                                                                             | Sicilia  |
|          | Tròccoli                             | Rustici tagliolini a sezione ovale di grana ruvida                                                   | Puglia   |
|          | Vermicelli                           | | Campania |
|          | Spaghetti scanalati                  | Spaghetti di sezione ovale con una scanalatura sulla superficie superiore ed una su quella inferiore | Campania |

### Sezione quadrata
| Immagine | Tipo                                              | Descrizione                                                 | Regioni           |
| -------- | ------------------------------------------------- | ----------------------------------------------------------- | ----------------- |
|          | Spaghetti alla chitarra o Tonnarelli o Chitarrine | Come gli spaghetti, ma con sezione quadrata anziché rotonda | Abruzzo, Campania |
|          | Strangozzi, anche Ciriole o Manfricoli            | Più spesse degli spaghetti alla chitarra senza uovo         | Umbria            |

### Sezione rettangolare o lenticolare
| Immagine | Tipo                       | Descrizione | Regioni                                 |
| -------- | -------------------------- | --- | --------------------------------------- |
|          | Bavette                    | Piccola versione di tagliatelle                                                                                   | Liguria                                 |
|          | Linguine                   | Tipo di spaghetti piatti                                                                                          | Liguria                                 |
|          | Mafalde                    | Corta striscia di pasta                                                                                           | Campania                                |
|          | Sagne                      | Listelli piatti (vengono chiamati anche tagliolini) o sotto forma di piccoli quadrati, al massimo di 1 cm di lato | Abruzzo, Molise, Provincia di Frosinone |
|          | Scialatielli o Scialatelli | Spaghetti fatti in casa, a sezione rettangolare irregolare                                                        | Campania                                |
|          | Trenette                   | Striscia di pasta con una riga sul lato.                                                                          | Liguria                                 |
|          | Pappardelle                | Versione di tagliatelle a base larga.                                                                             | Toscana                                 |

## Pasta in nidi o matasse

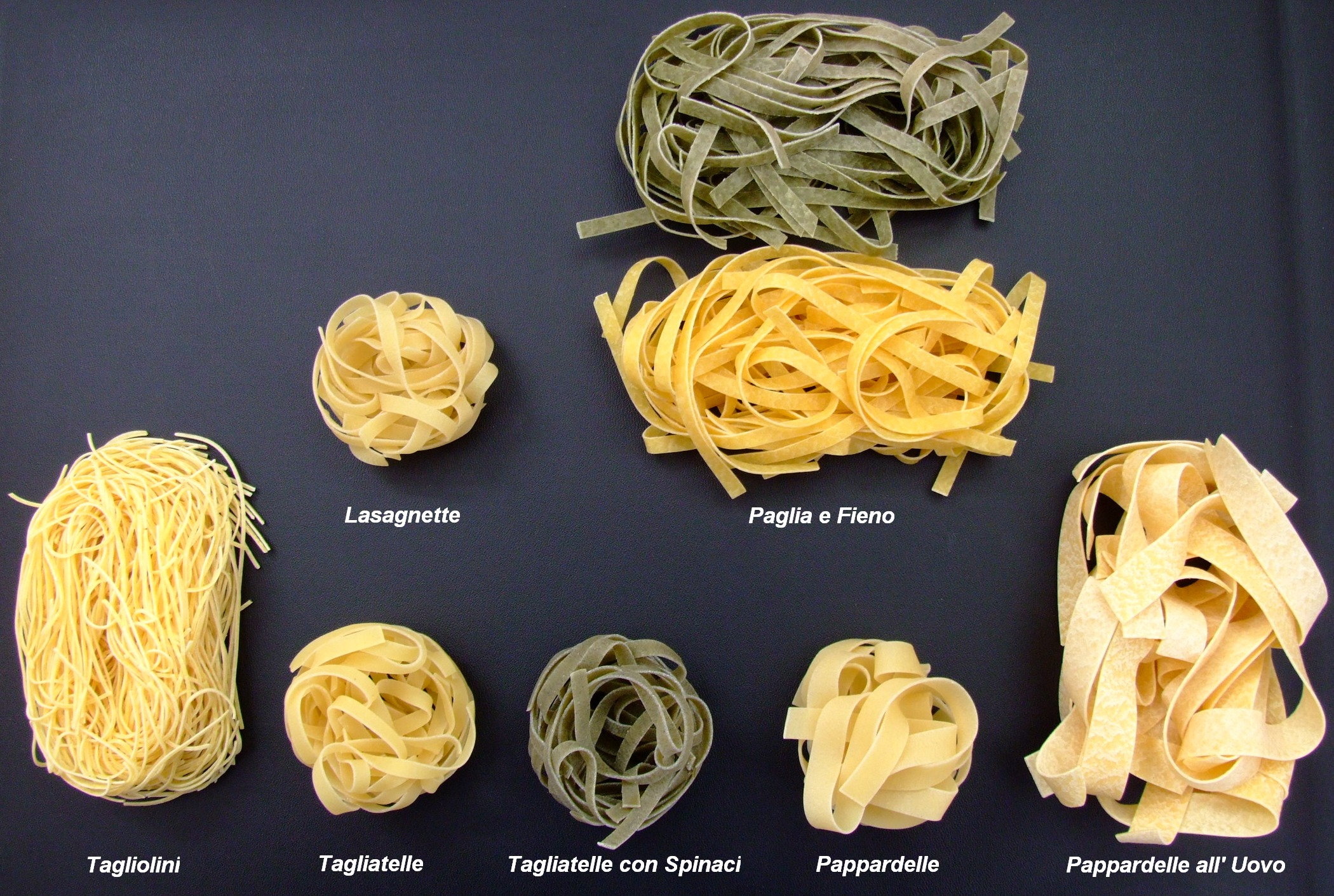
Pasta in nidi o matasse.

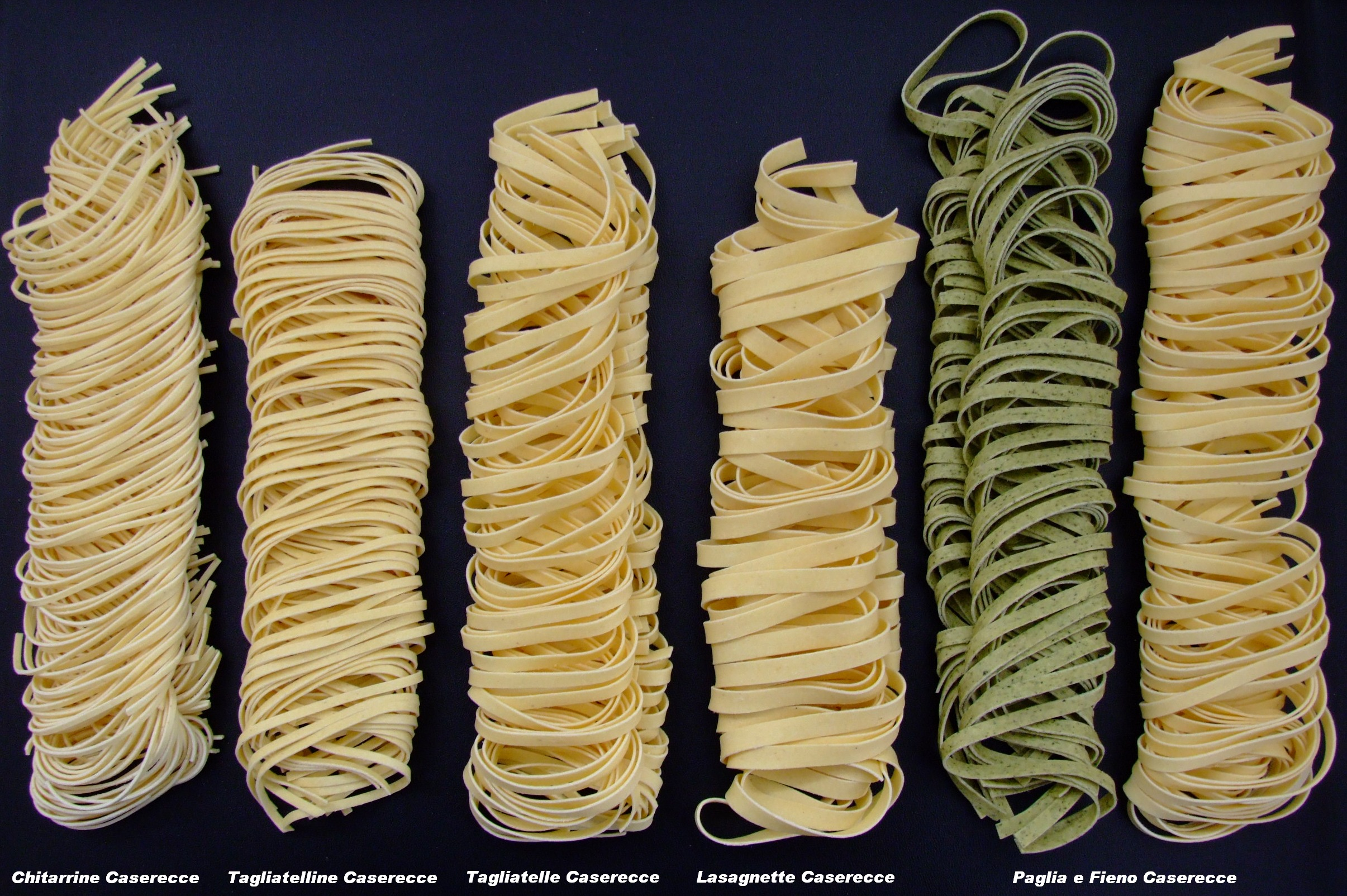
Pasta in nidi o matasse.

| Immagine | Tipo                              | Descrizione                                        | Regioni                          |
| -------- | --------------------------------- | -------------------------------------------------- | -------------------------------- |
|          | Capelli d'angelo, Capelvenere     | Pasta secca all'uovo a sezione tonda molto ridotta |                                  |
|          | Fettuccine                        | Strisce di pasta all'uovo                          | Lazio                            |
|          | Lasagne                           | Larga striscia di pasta                            | Campania, Emilia-Romagna, Marche |
|          | Pappardelle                       | Larga striscia di pasta                            | Toscana                          |
|          | Pizzòccheri                       | Pasta di grano saraceno                            | Lombardia                        |
|          | Tagliatelle                       | Più larghe rispetto alle fettuccine                | Emilia-Romagna, Marche           |
|          | Tagliolini, Tajarin in piemontese | Tagliatelle più sottili                            | Piemonte                         |

## Pasta tubolare

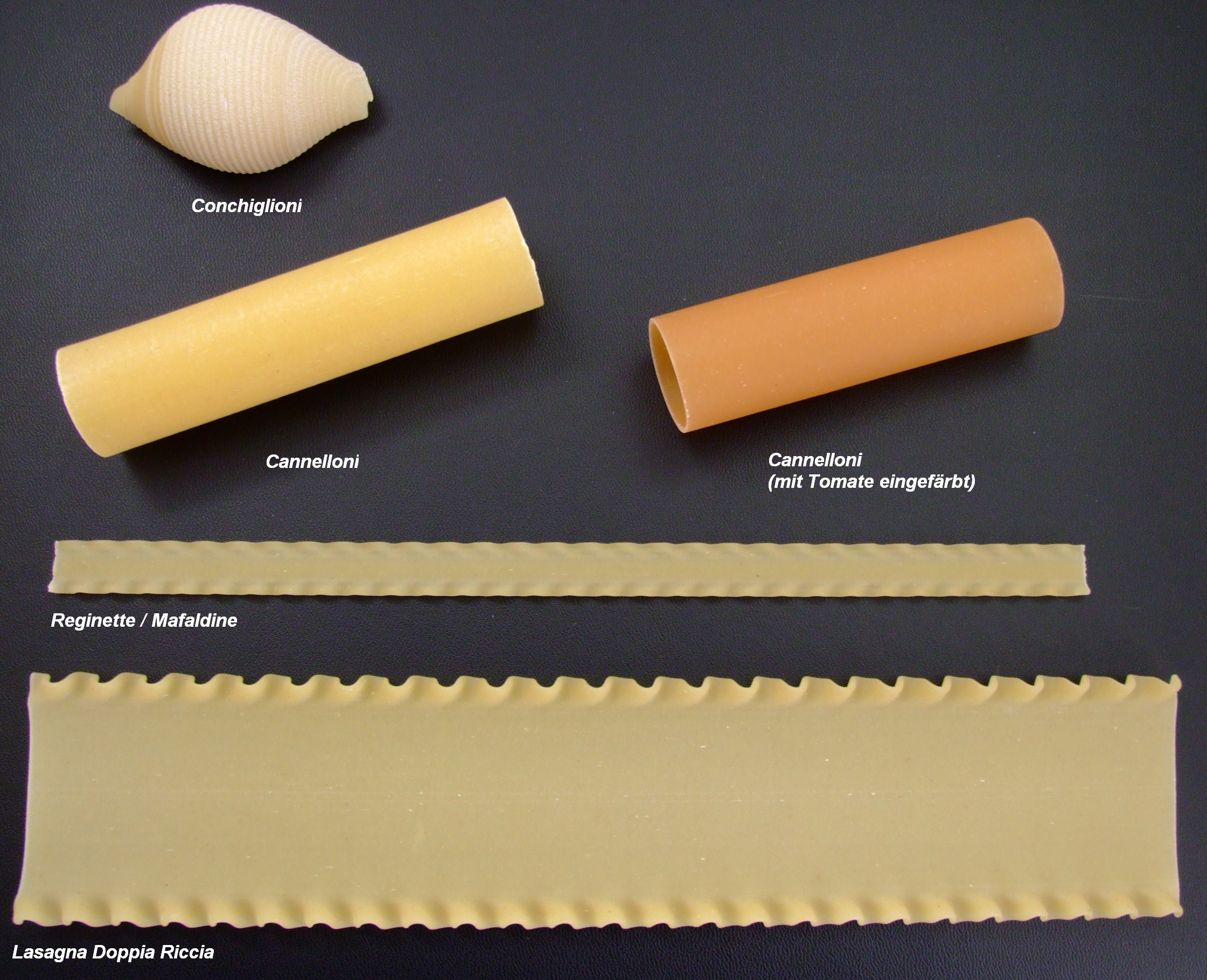
Varie qualità di pasta.

| Immagine | Tipo                           | Descrizione                                                                                   | Regioni                                      |
| -------- | ------------------------------ | --------------------------------------------------------------------------------------------- | -------------------------------------------- |
|          | Bucatini                       | Spaghetti cavi                                                                                | Lazio                                        |
|          | Calamarata                     | Pasta corta di forma anulare                                                                  |                                              |
|          | Cannelloni                     | Grossi tubi ripieni                                                                           |                                              |
|          | Cavatappi                      |                                                                                               |                                              |
|          | Cellentani                     |                                                                                               |                                              |
|          | Chifferi                       | Maccheroni grossi                                                                             |                                              |
|          | Fileja                         | Pasta lavorata col ferro                                                                      | Calabria                                     |
|          | Fusilli o Eliche               | Pasta di forma elicoidale                                                                     | Abruzzo, Campania, Molise, Sicilia, Calabria |
|          | Busiate                        | Tipo di fusilli                                                                               | Sicilia                                      |
|          | Garganelli                     | Quadretti arrotolati                                                                          | Romagna                                      |
|          | Gargati                        | Pasta all'uovo bucata, corta                                                                  | Vicenza                                      |
|          | Gramigna                       | Pasta all'uovo bucata, corta e dalla forma a ricciolo                                         | Emilia                                       |
|          | Maniche da frate               |                                                                                               |                                              |
|          | Maccheroncini                  |                                                                                               | Puglia                                       |
|          | Pàccheri                       | Tubi larghi                                                                                   | Campania                                     |
|          | Pasta al ceppo                 | A forma di stecca di cannella                                                                 | Abruzzo                                      |
|          | Penne                          | Tubi tagliati in diagonale                                                                    | Liguria                                      |
|          | Perciatelli                    | Bucatini più spessi                                                                           | Campania                                     |
|          | Rigatoni                       | pasta tubolare con scanalature longitudinali e di dimensioni maggiori rispetto ai tortiglioni | Campania                                     |
|          | Sagne 'ncannulate              | Lunghe e larghe strisce di pasta non all'uovo, avvolte in una stretta spirale                 | Salento                                      |
|          | Sedani, Sedanini, Chiocciolini |                                                                                               |                                              |
|          | Torchietti                     |                                                                                               |                                              |
|          | Tortiglioni                    | pasta tubolare con scanalature a spirale e di dimensioni minori rispetto ai rigatoni          |                                              |
|          | Tùffoli                        | Tipo di rigatoni                                                                              |                                              |
|          | Ziti                           | Tubi lunghi e sottili                                                                         | Campania                                     |

## Paste corte

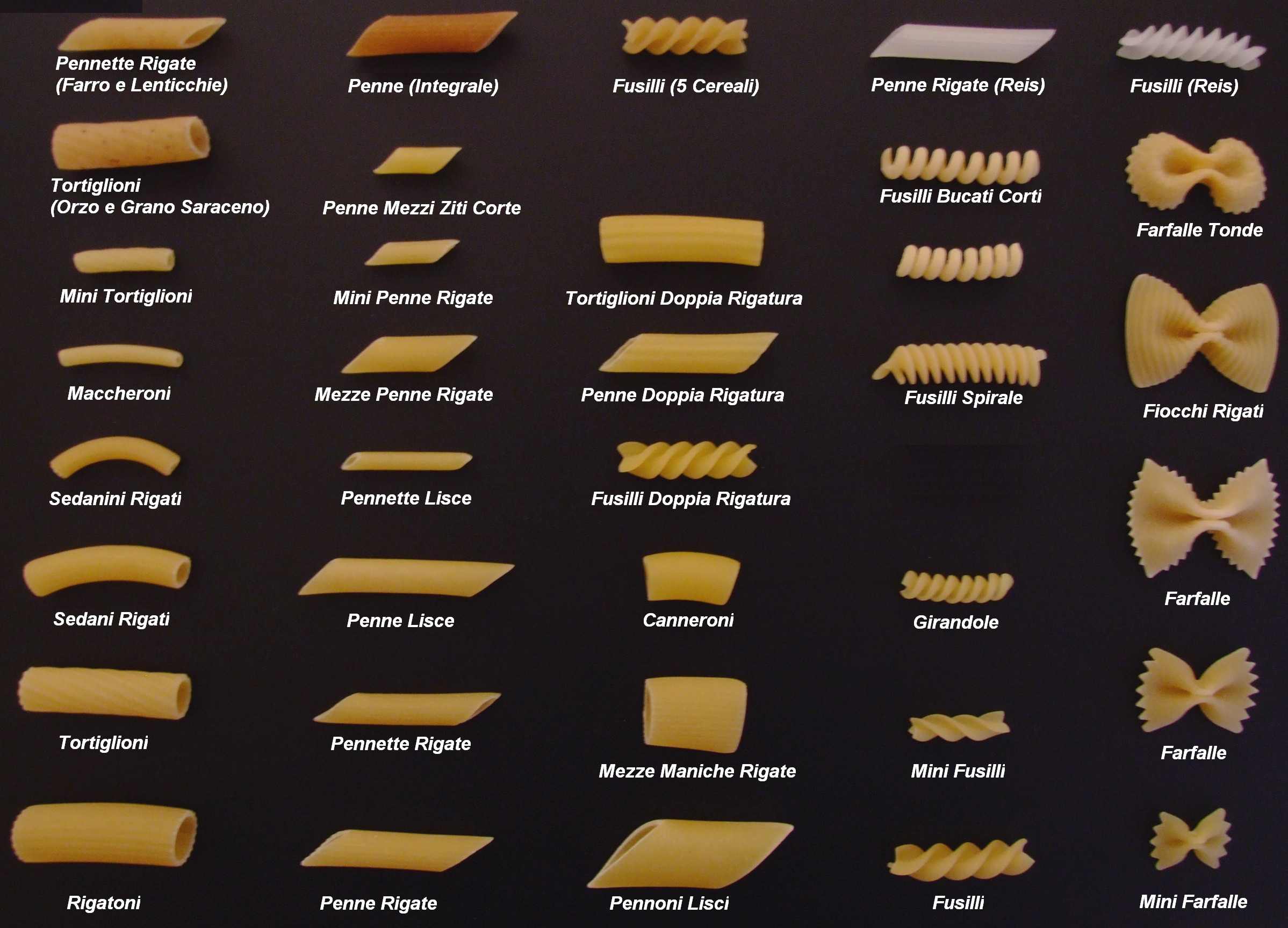
Pasta corta.

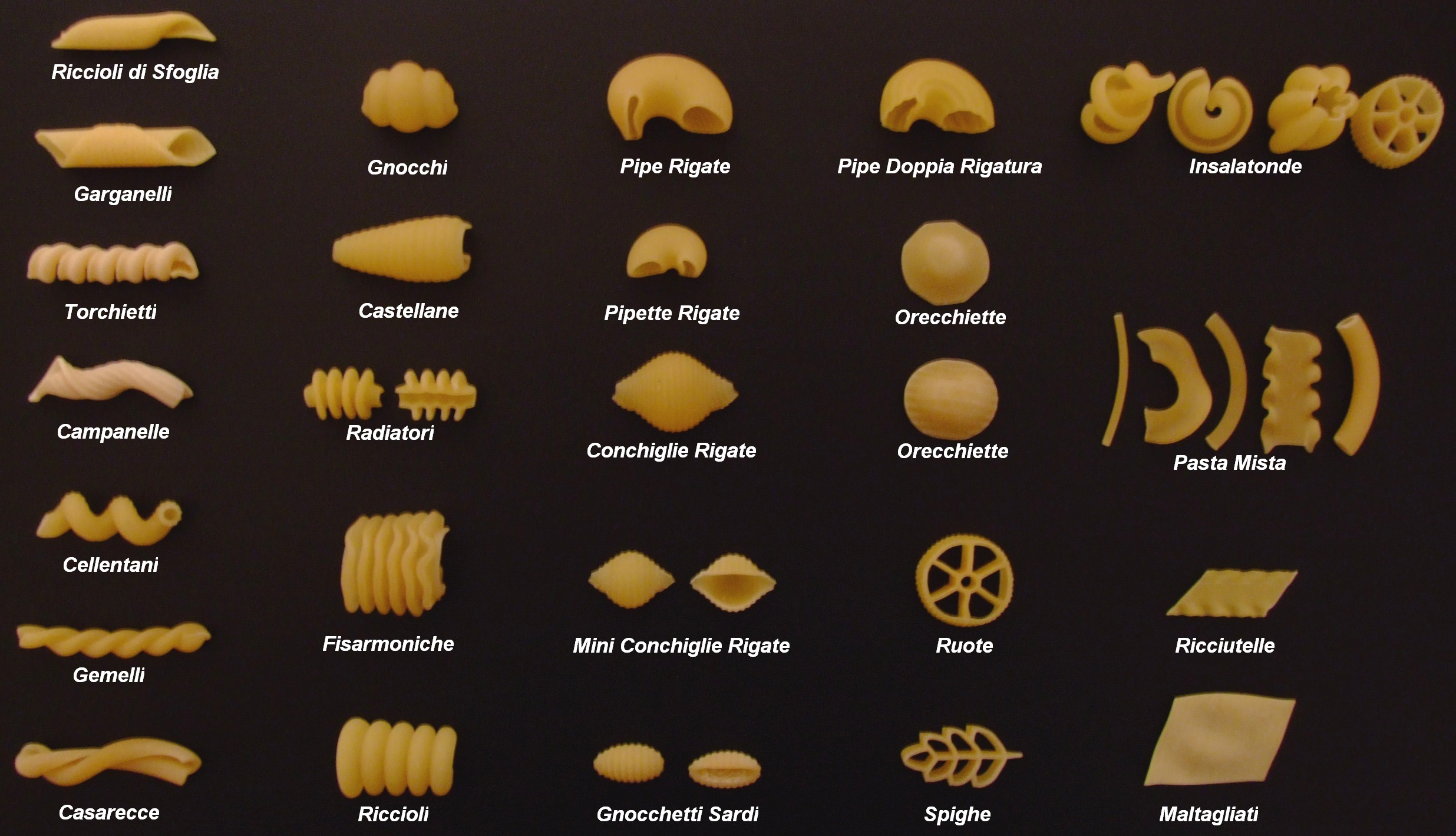
Pasta corta.

| Immagine | Tipo                                   | Descrizione | Regioni                       |
| -------- | -------------------------------------- | --- | ----------------------------- |
|          | Anelletti                              | Pasta ad anello, adoperata per timballi al forno                                                                                   | Sicilia                       |
|          | Anelloni                               | Pasta corte e tubulare | Abruzzo                       |
|          | Campanelle                             | |                               |
|          | Casarecce                              | Tipo di fusilli in doppia "S" |                               |
|          | Cataneselle                            | Maccheroni grossi e corti | Sicilia                       |
|          | Cavatelli                              | Pasta di forma tubolare irregolare                                                                                                 | Molise                        |
|          | Cechetti                               | Pasta rotonda |                               |
|          | Cencioni                               | Pasta a forma di fiore |                               |
|          | Ciavattoni                             | Pasta tubolare di formato maggiore rispetto ai rigatoni                                                                            | Marche                        |
|          | Conchiglie                             | Pasta a forma di valva di conchiglia                                                                                               |                               |
|          | Creste di gallo                        | |                               |
|          | Dischi volanti                         | Dischi volanti con sugo alle verdure                                                                                               |                               |
|          | Farfalle, Nastrini a Galano, Colzetti  | | Liguria                       |
|          | Fiorentine                             | | Toscana                       |
|          | Fricelli                               | | Puglia                        |
|          | Fusilli                                | Pasta a spirale, spesso colorata aggiungendo nell'impasto carote o spinaci.                                                        | Campania                      |
|          | Fusilli bucati                         | | Campania                      |
|          | Gemelli                                | |                               |
|          | Gigli                                  | Pasta a forma di fiore di giglio                                                                                                   |                               |
|          | Girandole                              | Tipo di Fusilli |                               |
|          | Gnocchi alla romana                    | Dischi di semolino. Da non confondere con gli Gnocchi di patate.                                                                   | Lazio                         |
|          | Mallorèddus o Gnocchetti sardi         | Pasta simile alle Conchiglie, ma più stretta e serrata. Da non confondere con gli Gnocchi di patate o con gli Gnocchi alla romana. | Sardegna                      |
|          | Lanterne                               | |                               |
|          | Lorighìttas                            | Pasta a forma di treccina chiusa ad anello                                                                                         | Sardegna                      |
|          | Lumache                                | |                               |
|          | Maltagliati, Malfatti                  | Pasta tagliata non accuratamente.                                                                                                  | Emilia-Romagna                |
|          | Maniche, Mezze maniche                 | |                               |
|          | Orecchiette                            | Di forma circolare irregolare | Puglia                        |
|          | Passatelli                             | Imitazione di segmenti del cordone marino                                                                                          | Marche, Romagna               |
|          | Paternostri                            | Detti anche ditalini | Campania                      |
|          | Pipe                                   | Imitazione del guscio della chiocciola                                                                                             |                               |
|          | Radiatori                              | |                               |
|          | Riccioli                               | |                               |
|          | Rotelle, Ruote                         | Pasta aperta dal contorno a forma di ruota raggiata                                                                                |                               |
|          | Sagnarelli                             | Rettangoli di pasta all'uovo con bordi ondulati                                                                                    | Toscana                       |
|          | Spighe                                 | |                               |
|          | Spirali                                | |                               |
|          | Strascinati                            | Di forma circolare irregolare, un po' più grandi delle orecchiette                                                                 | Basilicata, Puglia            |
|          | Strozzapreti, Strangolapreti           | Pasta a forma di breve cordone ritorto                                                                                             | Emilia-Romagna                |
|          | Testaròli (toscano), Testaièu (ligure) | Pasta a forma di losanga | Liguria, Toscana (Lunigiana), |
|          | Trofie                                 | Pasta lunga e sottile | Liguria                       |

## Pasta minuta
- Acini di pepe: pasta di semola di grano duro in forma di grani, originaria della Liguria.
- Cascà: pasta di semola di grano duro in granelli, originaria della Sardegna meridionale.
- Cuscussu/Cuscus: pasta di semola di grano duro in granelli, originaria della Sicilia occidentale e del Nord Africa.
- Ditali/Ditalini: pasta di semola di grano duro avente forma minuta, tronca e cava, originaria della Campania.
- Fregula: pasta di semola di grano duro in forma di piccole palline tostate, originaria della Sardegna meridionale.
- Risoni: pasta di semola di grano duro in forma di chicco di riso (o di orzo, da cui il nome), originaria della Toscana.
- Stortini: pasta di semola di grano duro in forma di piccoli maccheroncini ricurvi e cavi, originaria della Campania.
- Manfrigoli o mofrigoli o mondellini: pasta di farina di grano, all'uovo e non, in granelli, originaria della Romagna e delle Marche. Chiamati anche malfattini, grattini. L’etimologia (manus e frico) richiama il prepararli sfregando la pasta con le mani.

## Pasta ripiena
- Agnolotti: pasta all'uovo ripiena, tipica del Piemonte (agnolotti piemontesi e agnolotti del plin) e della Lombardia (agnolotti pavesi).
- Anolini: pasta all'uovo ripiena, tipica dell'Emilia.
- Agnolini: pasta all'uovo ripiena, tipica della Lombardia.
- Cappelletti: pasta all'uovo ripiena, tipica dell'Emilia-Romagna e delle Marche.
- Cappellacci: pasta all'uovo ripiena, tipica della Romagna.
- Casoncelli: pasta all'uovo ripiena, tipica della Lombardia.
- Cjarsons: pasta all'uovo e patate ripiena, tipica del Friuli.
- Culurgionis: pasta all'uovo e patate ripiena, tipica della Sardegna.
- Ravioli: pasta all'uovo ripiena, tipica di varie regioni italiane (nelle quali cambia soprattutto il ripieno), come Basilicata, Emilia-Romagna, Lazio, Liguria, Marche, Toscana, Lombardia, Sicilia e Sardegna.
- Marubini: pasta all'uovo ripiena, tipica della Lombardia.
- Pansotti: pasta all'uovo ripiena, tipica della Liguria.
- Mezzelune: pasta all'uovo ripiena, tipica dell'Alto Adige.
- Tortelli: pasta all'uovo ripiena, tipica dell'Emilia (tortelli alla piacentina, tortelli d'erbetta e tortel dols), della Lombardia (tortelli mantovani, tortelli amari, tortelli di verza, tortelli di Villanova e tortelli cremaschi) e della Toscana (tortelli maremmani, tortelli del Mugello e tordelli lucchesi).
- Tortellini: pasta all'uovo ripiena, tipica dell'Emilia (tortellini di Bologna) e del Veneto (tortellini di Valeggio).
- Tortelloni: pasta all'uovo ripiena, tipica dell'Emilia (turtloun) e della Lombardia (tortelloni di zucca).